# Aeropuerto Municipal Primer Teniente Héctor Ricardo Volponi
El Aeropuerto Municipal Primer Teniente Héctor Ricardo Volponi (IATA: OYO), está ubicado a 5 km de la ciudad de Tres Arroyos, Provincia de Buenos Aires, Argentina. Su nombre es en homenaje al Héroe caído en la Guerra de Malvinas, nacido en esta ciudad.

Tiene un óptimo funcionamiento diurno y nocturno es uno de los principales aeropuertos de entrenamiento militar. No se realizan vuelos de pasajeros en la actualidad. Pero si comerciales , sanitarios y privados.
Su dirección es Ruta 3 km. 498, 5 km SW de Tres Arroyos y sus coordenadas son 382359S/0602003W.